# Краљевице
Краљевице је насељено место у Босни и Херцеговини у општини Травник. Административно припада Федерацији Босне и Херцеговине, односно њеном Средњобосанском кантону. Према попису становништва из 2013. у насељу је било 178 становника, а већинску популацију чинили су Хрвати.

## Становништво
По последњем службеном попису становништва из 2013. године у овом насељу живело је 178 становника, а село је било етнички хомогено са већинском хрватском популацијом.
| Националност | 2013. | 1991.        | 1981.        | 1971.        |
| Хрвати       | —     | 167 (96,53%) | 143 (96,62%) | 194 (98,98%) |
| Срби         | —     | 0            | 4 (2,70%)    | 2 (1,02%)    |
| Југословени  | —     | 6 (3,47%)    | 0            | 0            |
| остали       | —     | 0            | 1 (0,68%)    | 0            |
| Укупно       | 178   | 173          | 148          | 196          |